# Arnold Böcklin
Arnold Böcklin (16. říjen 1827 – 16. leden 1901) byl švýcarský malíř, kreslíř, grafik a sochař. Je považován za jednoho z nejvýznamnějších výtvarných umělců 19. století v Evropě. Po Böcklinovi bylo nazváno i stejnojmenné secesní písmo, které ve Stuttgartu roku 1904 navrhl Otto Weisert.

## Život
V letech 1845 až 1847 studoval Arnold Böcklin na Umělecké akademii v Düsseldorfu. Poté podnikl studijní cestu po Švýcarsku, Nizozemsku a Francii. Byl činný v ateliéru Johanna Gottfrieda Steffana a v letech 1850 až 1857 pracoval v Římě. Roku 1858 obdržel na doporučení Anselma Feuerbacha zakázku od hannoverského konzula v Palermu Karla Wedekinda na vymalování jídelního sálu v jeho palermské vile. Od roku 1860 do 1862 vyučoval jako profesor na výmarské umělecké akademii. Po své smrti byl pohřben na protestantském hřbitově Camposanto degli Allori u Florencie.

## Dílo

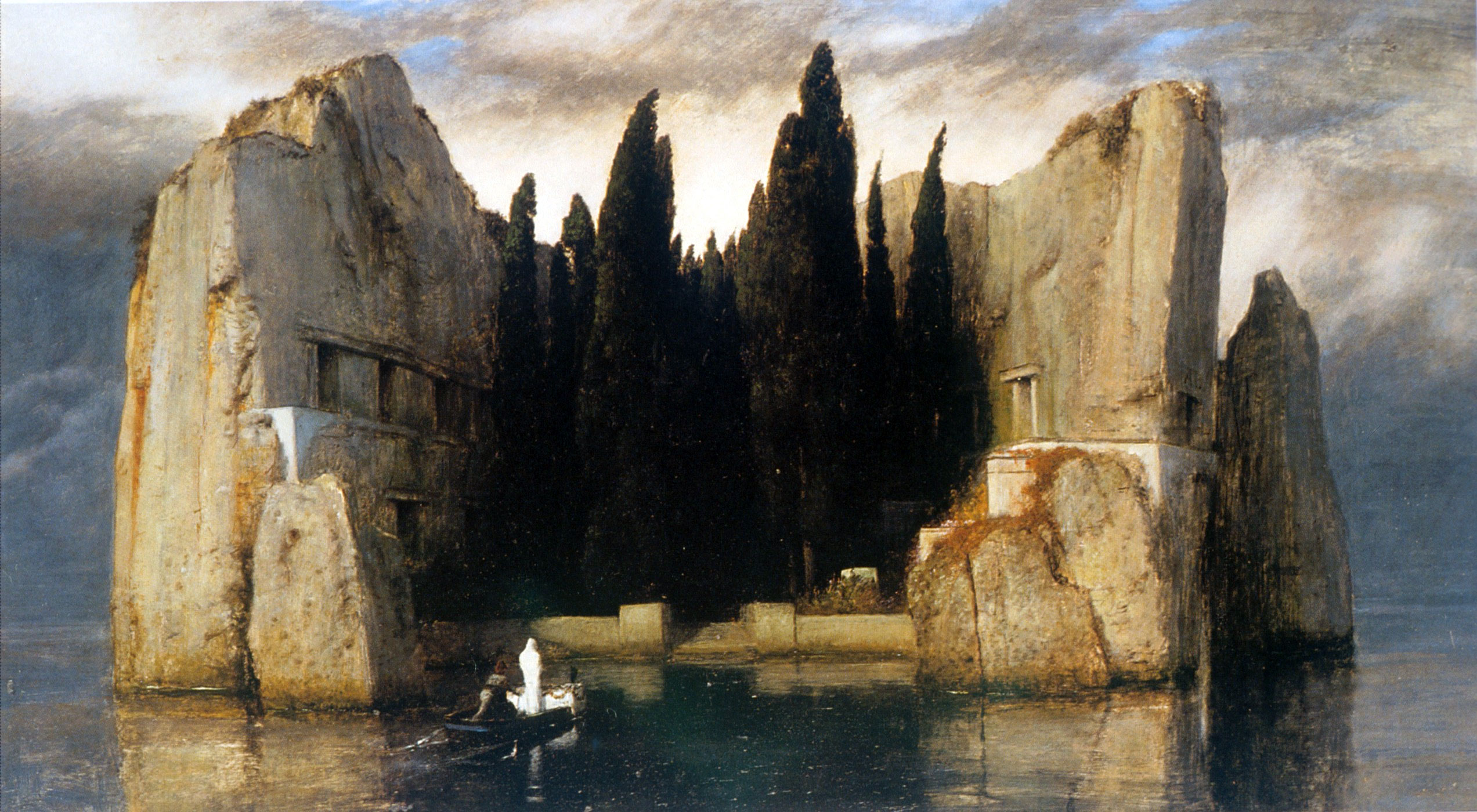
Ostrov mrtvých – třetí verze (1883)

Společně s Ferdinandem Hodlerem, Maxem Klingerem a Lovisem Corinthem je Böcklin jedním z hlavních představitelů švýcarského / německého symbolismu, který se rozešel s dominantním akademickým malířstvím a převládajícím naturalismem druhé poloviny 19. století.
Surrealisté jako Giorgio de Chirico, Salvador Dalí a Max Ernst viděli v Böcklinovi jednoho ze svých předchůdců a oslavovali ho jako „geniálního a ironického umělce“.
K jeho nejvýznamnějším dílům patří mimo jiné jeho Autoportrét se smrtí hrající na housle (1872) a pět verzí jeho Ostrova mrtvých (1880–1886).

## Galerie

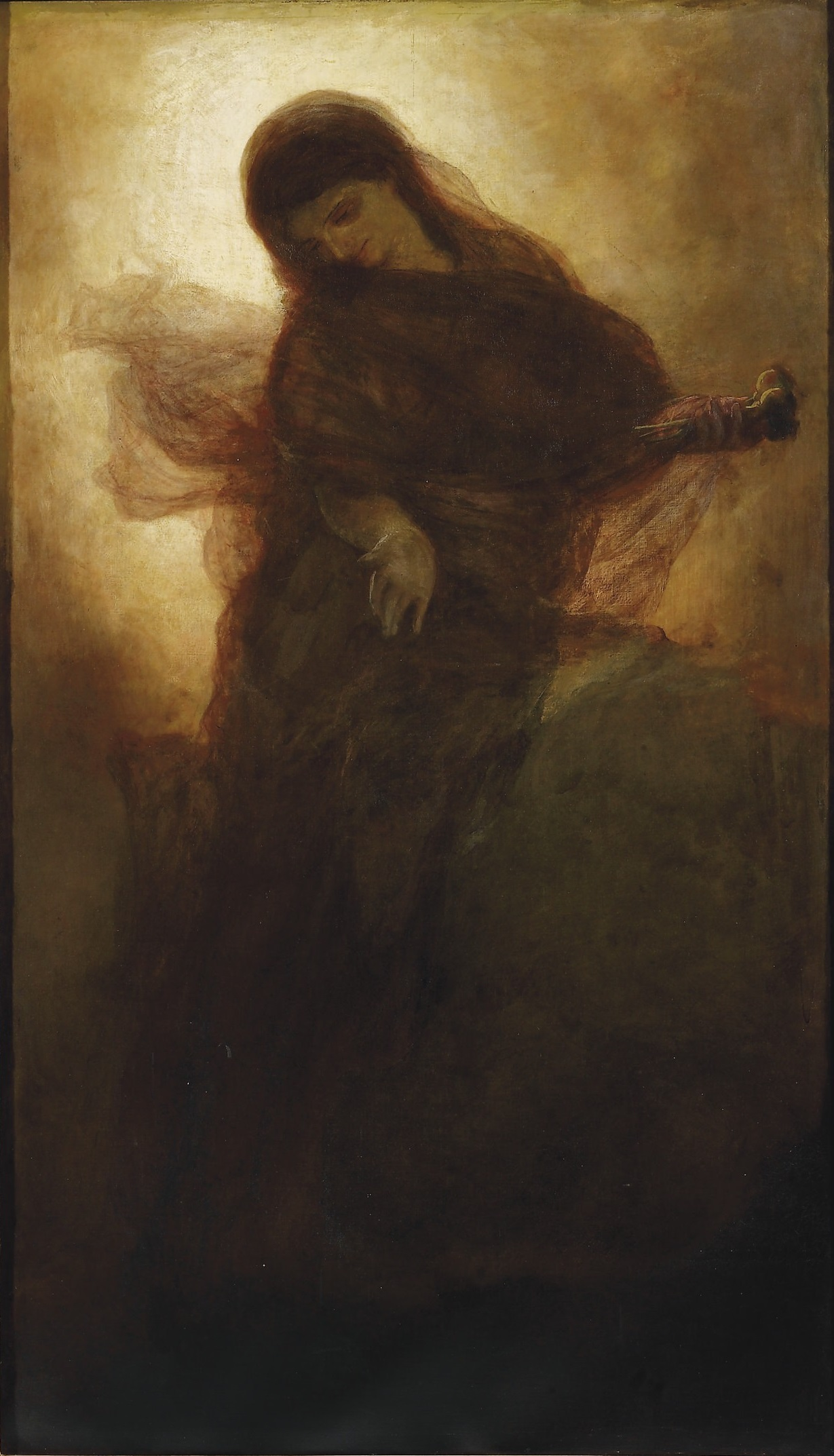
Noc (1870)
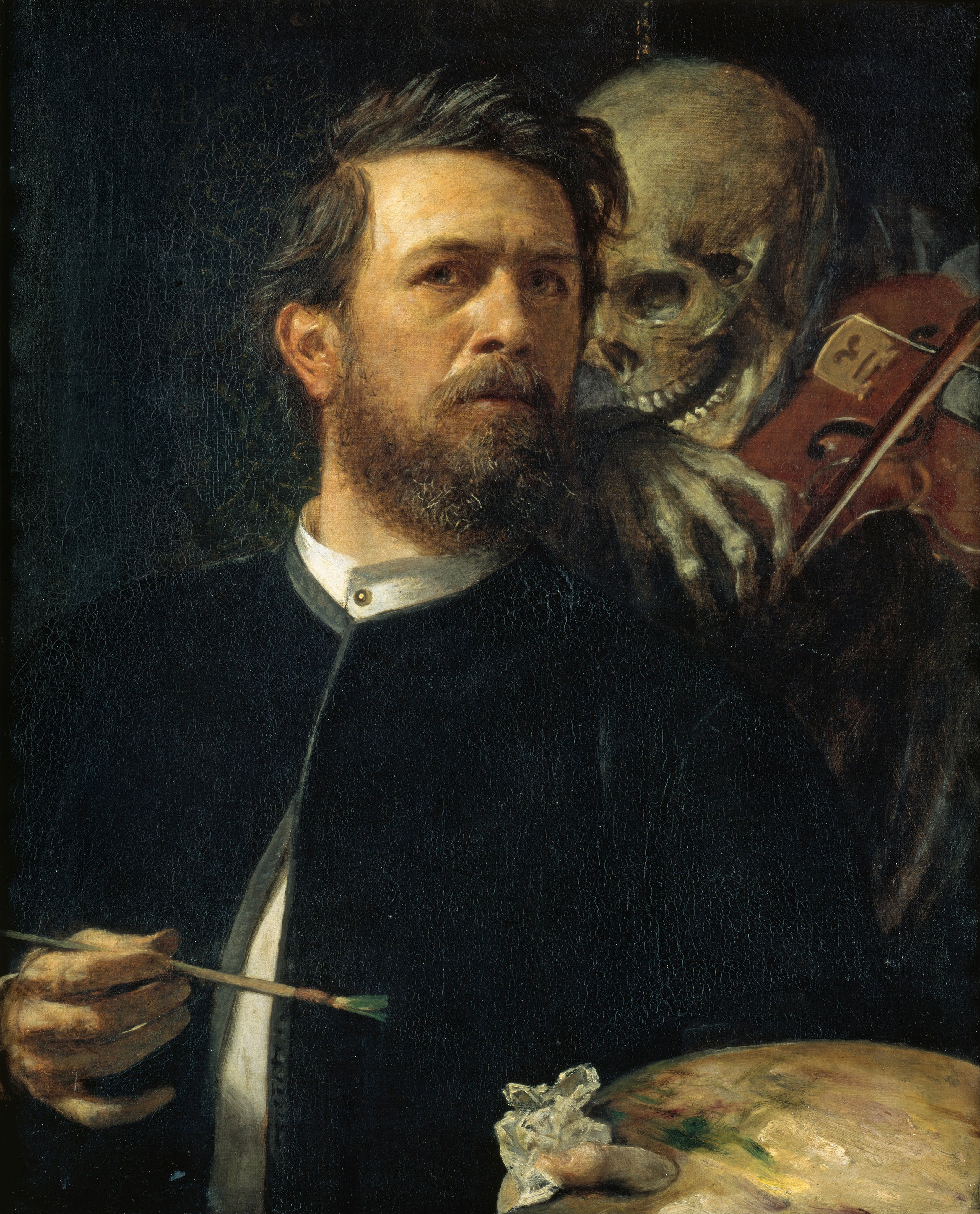
Autoportrét se smrtí, hrající na housle (1872)
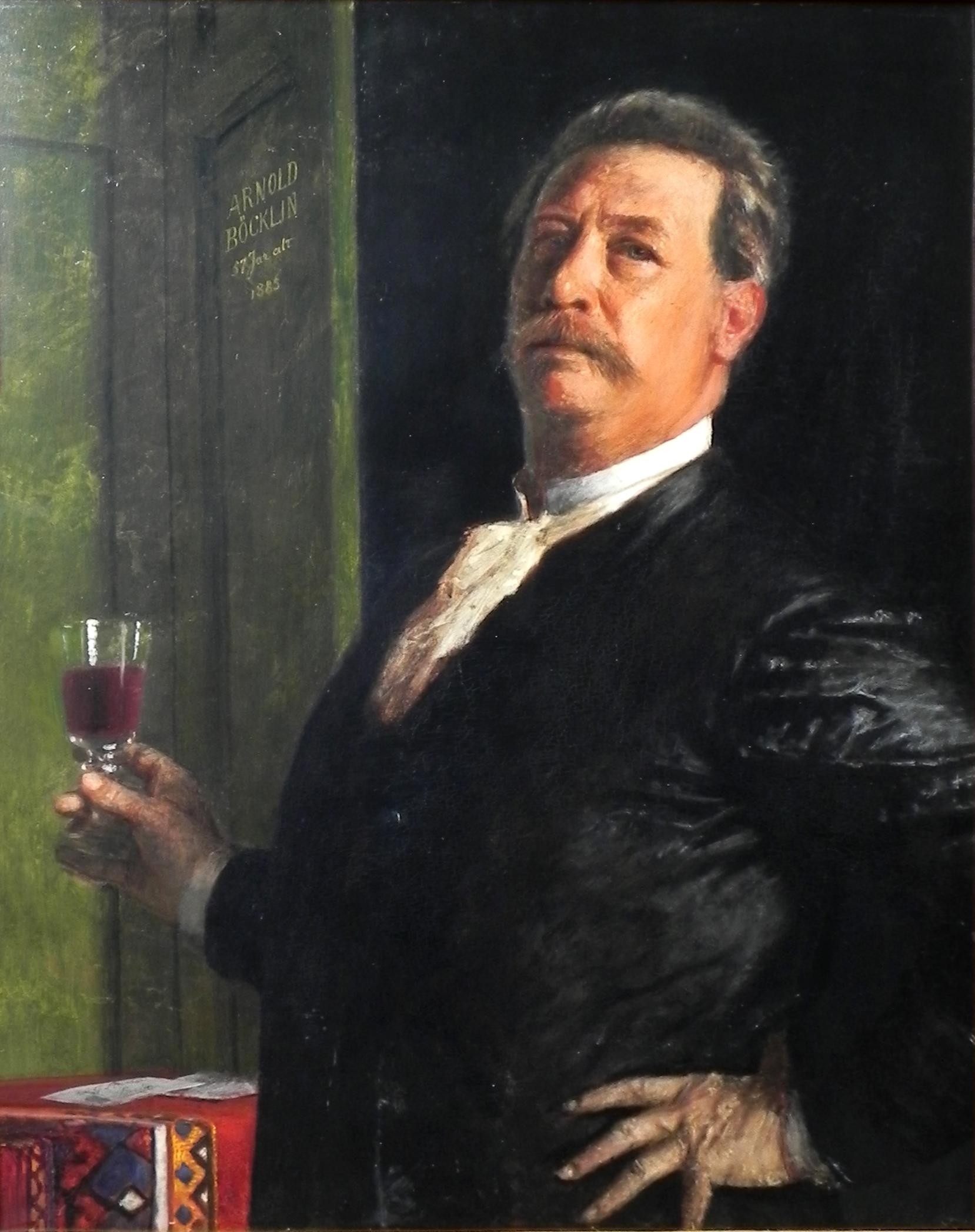
Autoportrét se sklenkou vína (1885)
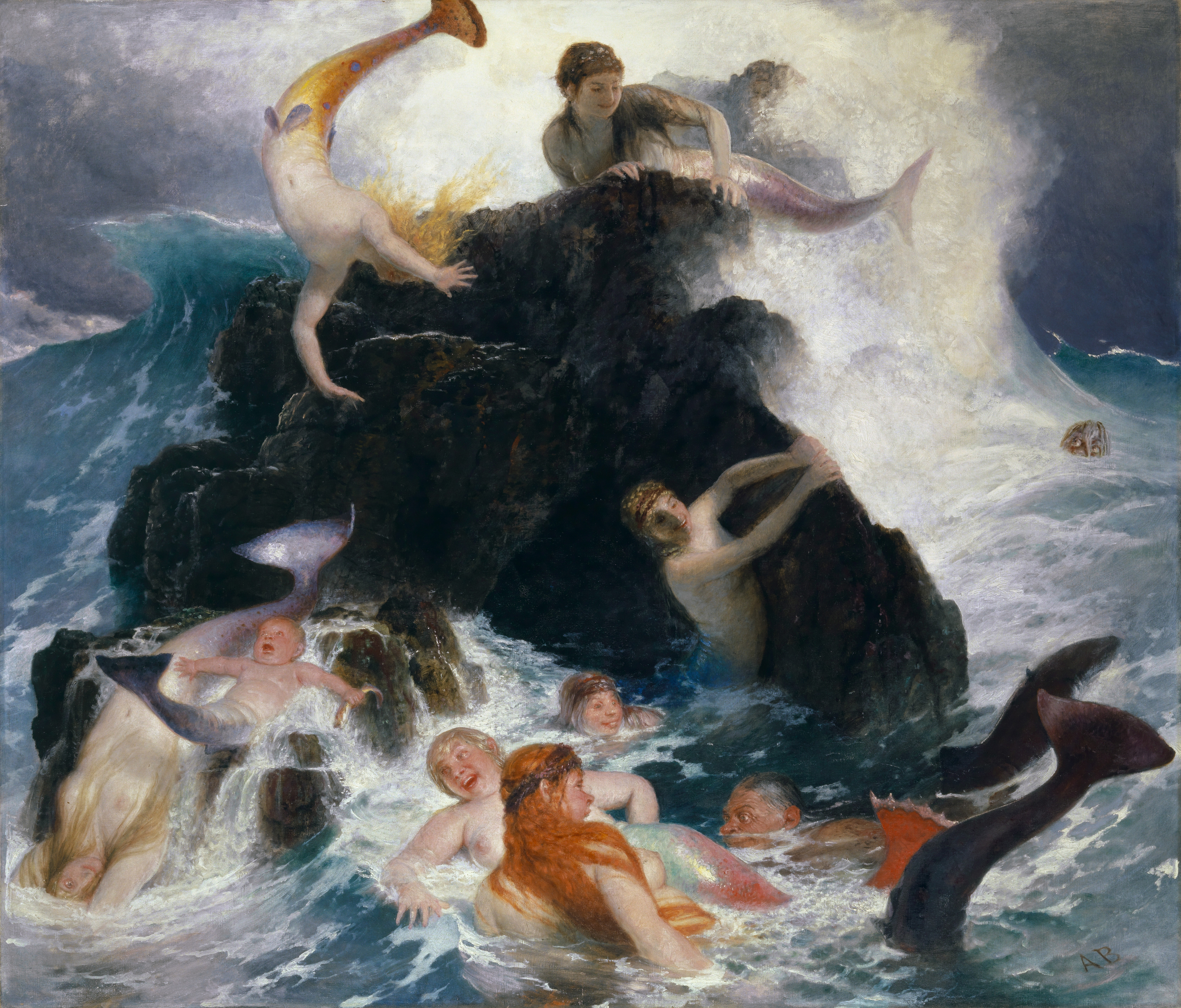
Das Spiel der Najaden (1886)
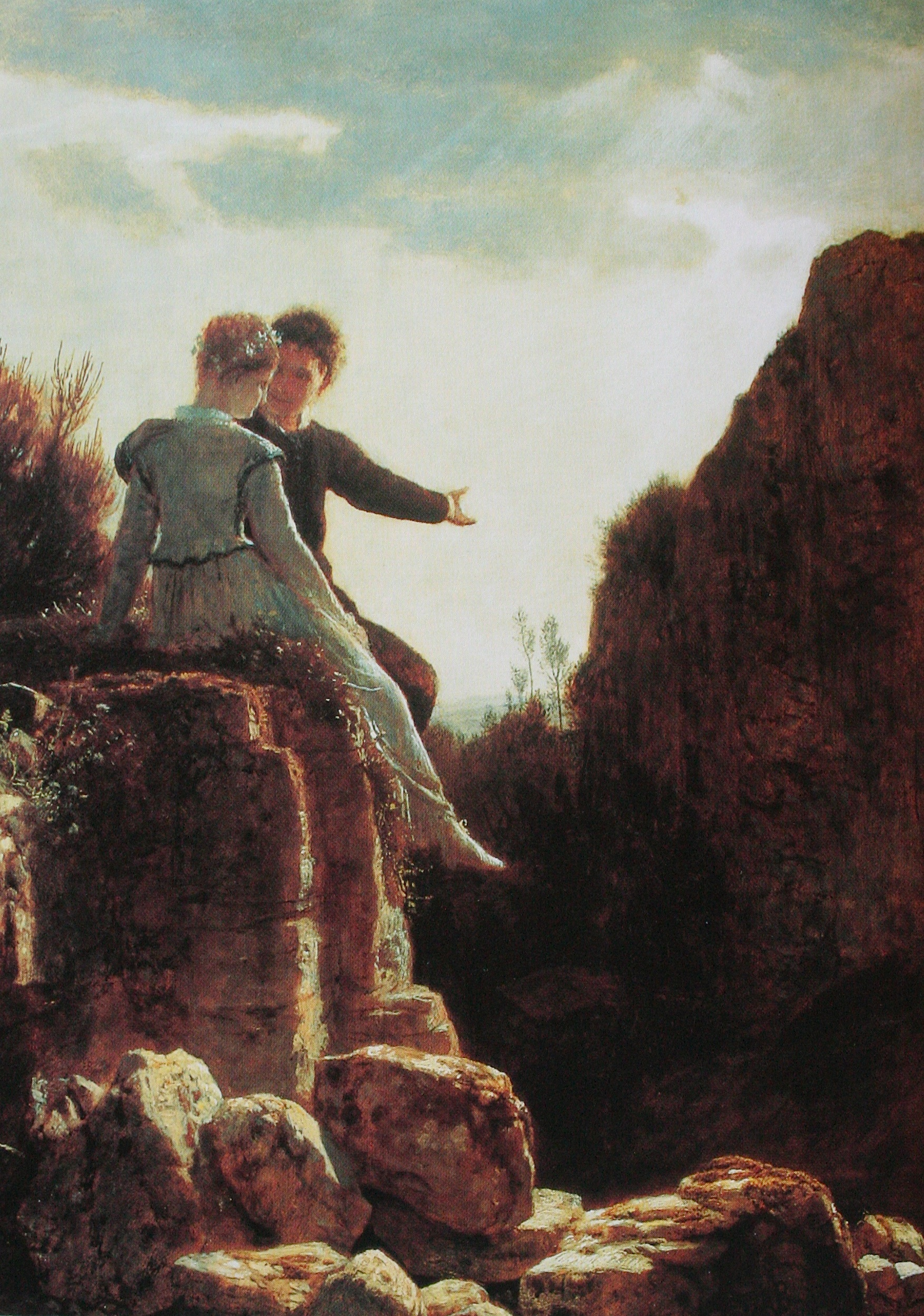
Svatební cesta (1890)
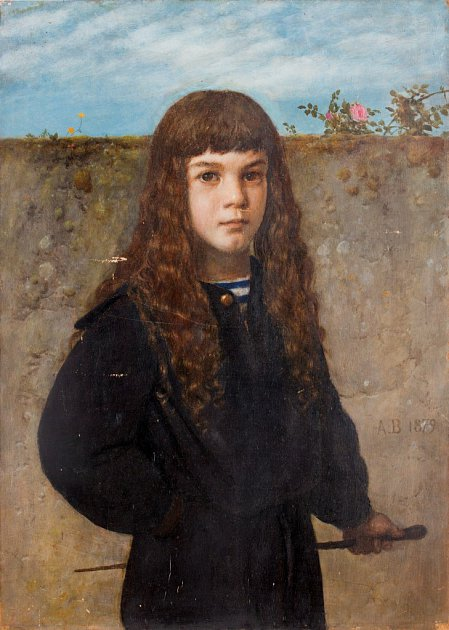
Portrét malého šlechtice (1879), nalezené v archivech třebíčského zámku

Typ písma „Arnold Böcklin“

## Citáty
„Portrétní umění je nejbědnější druh malířství, neboť je jím umělec nejvíc vázán.“ (Waetzold 1908)

## Biografie
- Carl Brun: Schweizerisches Künstler-Lexikon, 1. svazek A–G, Huber & Co, Frauenfeld 1905. Reprint: Kraus Reprint Ltd., Nendeln, Liechtenstein 1967. Strana 162–167.
- Fritz von Ostini: Böcklin (Svazek LXX Künstler-Monographien, vydal H. Knackfuß), Verlag von Velhagen & Klasing, Bielefeld und Leipzig 1907
- Adrian Scherrer (Hg.): Grüner Heinrich: Lebensläufe zwischen Scheitern und Erfolg: Johann Gottfried Steffan und die Schweizer Maler in München 1840 bis 1890. – Stäfa : Gut, 2005. – ISBN 3-85717-163-4